# Uniecza (stacja kolejowa)
Uniecza (ros. Унеча) – węzłowa stacja kolejowa w miejscowości Uniecza, w rejonie unieckim, w obwodzie briańskim, w Rosji. Węzeł linii z Briańska do Homla i Orszy, a historycznie również do Charkowa.
Stacja powstała w 1887 na drodze żelaznej poleskiej Homel - Briańsk, pomiędzy stacjami Piesczaniki i Koroboniczi, w oddali od większych skupisk ludzkich. Jej nazwę zaczerpnięto od pobliskiej rzeki Unieczy. W późniejszych latach wokół stacji rozwinęło się miasto Uniecza.